# Trichomanes hostmannianum
Trichomanes hostmannianum är en hinnbräkenväxtart som först beskrevs av Kl., och fick sitt nu gällande namn av Kze. Trichomanes hostmannianum ingår i släktet Trichomanes och familjen Hymenophyllaceae. Inga underarter finns listade.